# Tabórz (jezioro)
Tabórz – śródleśne jezioro w Polsce, położone w województwie warmińsko-mazurskim, w powiecie ostródzkim, w gminie Łukta. 
Tabórz położony jest w Lasach Taborskich. Nad brzegiem jeziora znajdują się wsie Tabórz i Markuszewo.